# Handebol Feminino nos Jogos Sul-Americanos de 2006
O Torneio de handebol feminino nos Jogos Sul-Americanos de 2006 foram realizados de 9 a 13 de novembro de 2006 em Mar del Plata, Argentina.
Foi a segunda edição da competição de handebol na história deste evento. Eles também serviram como eliminatórias para os Jogos Pan-Americanos de 2007.
Somente seleções nacionais associadas à ODESUR com no máximo dezesseis jogadoras poderiam participar da competição. 
A competição foi disputada no Estádio Polideportivo Islas Malvinas, em Mar del Plata.
A seleção da Argentina venceu o torneio, derrotando o Paraguai por 27-26 na final.
A artilheira da competição foi a jogadora Fabiana Aluan do Paraguai  

## Primeira fase

### Grupo único
| Time      | P | V | E | D | GP | GC | SG  | Pts. |
| --------- | - | - | - | - | -- | -- | --- | ---- |
| Argentina | 3 | 3 | 0 | 0 | 93 | 49 | +44 | 6    |
| Uruguai   | 3 | 2 | 0 | 1 | 72 | 77 | -5  | 4    |
| Chile     | 3 | 1 | 0 | 2 | 80 | 98 | -18 | 2    |
| Paraguai  | 3 | 0 | 0 | 3 | 66 | 87 | -21 | 0    |

| 09/11/2006 14:30 | Uruguai | 32-29 | Paraguai | Estádio Polideportivo Islas Malvinas, Mar del Plata |
| 09/11/2006 14:30 | (18-10) |       |          | Estádio Polideportivo Islas Malvinas, Mar del Plata |
| 09/11/2006 14:30 |         |       |          | Estádio Polideportivo Islas Malvinas, Mar del Plata |

| 09/11/2006 18:00 | Argentina | 31-14 | Chile | Estádio Polideportivo Islas Malvinas, Mar del Plata |
| 09/11/2006 18:00 | (14-7)    |       |       | Estádio Polideportivo Islas Malvinas, Mar del Plata |
| 09/11/2006 18:00 |           |       |       | Estádio Polideportivo Islas Malvinas, Mar del Plata |

| 10/11/2006 09:00 | Chile   | 21-23 | Uruguai | Estádio Polideportivo Islas Malvinas, Mar del Plata |
| 10/11/2006 09:00 | (10-12) |       |         | Estádio Polideportivo Islas Malvinas, Mar del Plata |
| 10/11/2006 09:00 |         |       |         | Estádio Polideportivo Islas Malvinas, Mar del Plata |

| 10/11/2006 12:30 | Paraguai | 18-35 | Argentina | Estádio Polideportivo Islas Malvinas, Mar del Plata |
| 10/11/2006 12:30 | (10-15)  |       |           | Estádio Polideportivo Islas Malvinas, Mar del Plata |
| 10/11/2006 12:30 |          |       |           | Estádio Polideportivo Islas Malvinas, Mar del Plata |

| 11/11/2006 14:30 | Paraguai | 33-31 | Chile | Estádio Polideportivo Islas Malvinas, Mar del Plata |
| 11/11/2006 14:30 | (17-16)  |       |       | Estádio Polideportivo Islas Malvinas, Mar del Plata |
| 11/11/2006 14:30 |          |       |       | Estádio Polideportivo Islas Malvinas, Mar del Plata |

| 11/11/2006 18:00 | Argentina | 27-17 | Uruguai | Estádio Polideportivo Islas Malvinas, Mar del Plata |
| 11/11/2006 18:00 | (9-5)     |       |         | Estádio Polideportivo Islas Malvinas, Mar del Plata |
| 11/11/2006 18:00 |           |       |         | Estádio Polideportivo Islas Malvinas, Mar del Plata |

## Semi-finais
| 12/11/2006 14:30 | Uruguai | 23-24 | Paraguai | Estádio Polideportivo Islas Malvinas, Mar del Plata |
| 12/11/2006 14:30 | (12-13) |       |          | Estádio Polideportivo Islas Malvinas, Mar del Plata |
| 12/11/2006 14:30 |         |       |          | Estádio Polideportivo Islas Malvinas, Mar del Plata |

| 12/11/2006 18:00 | Argentina | 30-18 | Chile | Estádio Polideportivo Islas Malvinas, Mar del Plata |
| 12/11/2006 18:00 | (17-9)    |       |       | Estádio Polideportivo Islas Malvinas, Mar del Plata |
| 12/11/2006 18:00 |           |       |       | Estádio Polideportivo Islas Malvinas, Mar del Plata |

## Disputa do bronze
| 13/11/2006 15:00 | Chile   | 24-23 | Uruguai | Estádio Polideportivo Islas Malvinas, Mar del Plata |
| 13/11/2006 15:00 | (11-12) |       |         | Estádio Polideportivo Islas Malvinas, Mar del Plata |
| 13/11/2006 15:00 |         |       |         | Estádio Polideportivo Islas Malvinas, Mar del Plata |

## Disputa do ouro
| 13/11/2006 18:30 | Argentina | 27-26 | Paraguai | Estádio Polideportivo Islas Malvinas, Mar del Plata |
| 13/11/2006 18:30 | (12:11)   |       |          | Estádio Polideportivo Islas Malvinas, Mar del Plata |
| 13/11/2006 18:30 |           |       |          | Estádio Polideportivo Islas Malvinas, Mar del Plata |

## Classificação Final
|   | Argentina |
|   | Paraguai  |
|   | Chile     |
| 4 | Uruguai   |

|  | equipes qualificadas para os Jogos Pan-Americanos de 2007 |